# Darmstadt-West
Der Darmstädter Stadtteil Darmstadt-West grenzt unmittelbar an die Stadtmitte an. Er reicht im Norden bis zur Rheinstraße (siehe Darmstadt-Nord) und im Osten an die Bismarckstraße bzw. an den Donnersbergring
(siehe Darmstadt-Mitte und Darmstadt-Bessungen). Der Stadtteil hat eine Fläche von 1515,9 ha und etwa 18.500 Einwohner.
Im Westen erstreckt sich der Stadtteil westlich der Bundesautobahn 67 bis zum Griesheimer Stadtteil Sankt Stephans-Siedlung, das Areal ehemaliger Truppenübungsplatz Griesheim mit dem August-Euler-Flugplatz, ursprünglich ebenfalls Griesheimer Gemarkung, umfassend.

## Begriff Weststadt
Die Stadt Darmstadt definiert 9 Stadtteile
, siehe Liste der Stadtteile von Darmstadt. Dort wird der Stadtteil West definiert, nicht Weststadt.
Der Begriff wird anscheinend vor allem im Kontext der Stadtentwicklung benutzt, so wurde im Sozialbericht Waldkolonie aus dem Jahr 1998 das „Projekt Weststadt“ genannt, welches das Ziel hat einen „urbanen Standort für Gewerbe, Wohnen und Kultur“ dort zu schaffen.
Dort wird auch eine Definition des Gebietes gegeben:
„Die Weststadt grenzt unmittelbar an die Darmstädter Kernstadt an. Sie reicht im Norden bis zur Firma Merck und im Süden bis an die Eschollbrücker Straße.“ Damit wird ein Gebiet umschrieben, welches nicht nur Teile von Darmstadt-West, sondern auch zusätzlich Teile von Darmstadt-Nord beinhaltet.

## Infrastruktur und Sehenswürdigkeiten
- Akazienpark
- Alnatura
- Bahnhof Darmstadt Süd
- Döhler
- Freie Christliche Schule Darmstadt / Sabine-Ball-Schule
- Hochschule Darmstadt
- Ingelheimer Garten
- Progenius Berufsschule
- Rheinstraße 300
- Wilhelm Büchner Hochschule
- Wilhelm-Leuschner-Schule